# Spoorlijn Varde - Grindsted
De spoorlijn Varde - Grindsted, was een lokale spoorlijn tussen Varde en Grindsted van het schiereiland Jutland in Denemarken.

## Geschiedenis
In 1864 werd bij wet aangenomen dat er een spoorlijn gebouwd ging worden vanuit het westen naar Grindsted. Aangezien niet geheel duidelijk was, wat het uitgangspunt van de lijn was heeft het ruim 50 jaar geduurd voordat definitief de keuze op Varde viel ten koste van Esbjerg. Op 13 april 1919 werd de lijn geopend door de Varde-Grindsted Jernbane (VaGJ) met aanvankelijk drie treinen per richting per dag. Op 31 maart 1972 is de lijn gesloten.

## Huidige toestand
Thans is de volledige lijn opgebroken, met uitzondering van een klein gedeelte in Varde dat fungeert als industrieaansluiting.